# Abchazer
Abchazer (abchaziska: аҧсуаа, aṗsuaa; turkiska: Abhazlar) är ett kaukasiskt folk, bosatt främst i Abchazien, en region i nordvästra Georgien som separatister utropat till en självständig republik. De uppgår till omkring 150 000 personer, varav 94 606 i Abchazien (år 2003), 3 527 i resten av Georgien (år 2002), omkring 39 000 i Turkiet (år 2001), 11 366 i Ryssland (år 2002), och 1 458 i Ukraina. Mindre grupper finns även i Kazakstan samt i andra delar av det forna Sovjetunionen. Till följd av utvandringar i slutet av 1800-talet uppskattas ytterligare närmare 400 000 personer i Turkiet vara abchaziska ättlingar. Abchazerna talar främst abchaziska, förutom i Turkiet, där turkiska dominerar. De är till religionen främst ortodoxt kristna och sunnimuslimer. De är närmast besläktade med abazinerna och andra tjerkessiska folkslag.

## Ursprung
Abchazernas ursprung är oklart och omtvistat. Det abchaziska språket tillhör de nordvästkaukasiska språken som är åtskilda från de kartveliska språken, till vilka georgiska hör. Klassiska källor talar om flera stammar som levde i området, men deras exakta identitet och belägenhet förblir omstritt. Abasgoi hos de grekiska och romerska historikerna anses ibland vara förfäder till dagens abchazer, men denna identifiering är inte allmänt vedertagen. En annan stamfederation, Heniochoi, sträckte sig över Kolchis in i Nordkaukasien och var troligen etniskt blandad, inklusive både urgeorgiska och abasgoiska element. Integrationen av de olika små etniska undergrupperna i det nuvarande abchaziska folket hade i stort genomförts i slutet av 1800-talet.

## Historia
Då Antjabadze-dynastin etablerade Kungadömet Abchazien på 780-talet och avsade sig den bysantinska hegemonin, blev Abchazien del av den georgiska kulturella sfären. Den lokala adeln, prästerskapet och de utbildade klasserna använde georgiska som litterärt och kulturellt språk. Georgiska skulle förbli ett andraspråk för många abchazer fram till dess att ryskan fick denna roll i början av 1900-talet. Abchazien var del av det georgiska kungadömet från 1000-talet till 1500-talet, för att då bli ett självständigt furstendöme, tills det på 1570-talet ställdes under osmansk överhöghet. Under denna tid konverterade många abchazer till islam. Rysslands förvärvande av regionen 1810-1860 resulterade i en stark nedgång i den abchaziska befolkningen och införande av en stark förryskningspolitik. Mellan 1864 och 1878 emigrerade så mycket som 60 procent av abchazerna till Osmanska riket tillsammans med andra muslimer från Kaukasien (dessa emigranter kallas muhajirer).

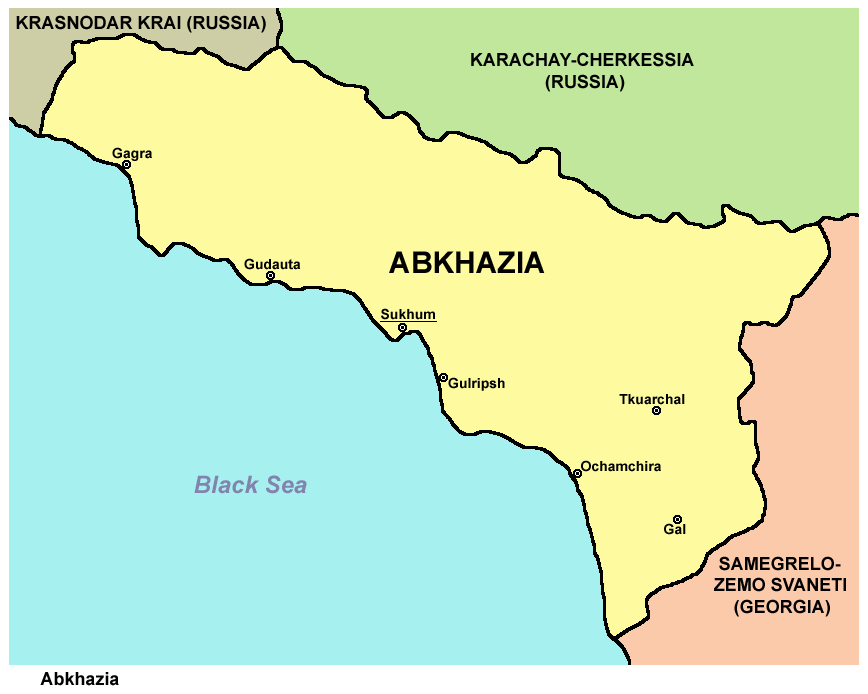

Efter ryska revolutionen 1917 blev Abchazien först en del av ett självständigt Georgien, men var från 1921 en sovjetrepublik associerad med Georgiska SSR inom Sovjetunionen, och från 1931 en autonom republik under Georgiska SSR. Under Stalintiden genomfördes tvångskollektivisering, och den inhemska kommunisteliten rensades. Under denna tid invandrade stora grupper armenier, ryssar och georgier för sysselsättning inom jordbruks- och turistsektorn. Tidvis var abchaziskspråkiga skolor stängda, men senare kom kommunistregimen att favorisera den abchaziska minoriteten över den georgiska majoriteten. År 1989 uppgick abchazerna till omkring 93 000 (18 procent av republikens befolkning), medan georgierna uppgick till 240 000 (45 procent). Kriget i Abchazien 1992-1993 och den påföljande etniska rensningen av georgierna i regionen hade till följd att abchazerna nu utgör 45 procent av Abchaziens befolkning. Exakta demografiska siffror för regionen är dock osäkra och omtsvistade.

## Religion
Abchazerna delas till religionen främst mellan ortodoxt kristna och sunnimuslimska samhällen, men inhemska religiösa traditioner har också varit starka. Kristendomen introducerades i Abchazien på 500-talet av den bysantinske kejsaren Justinianus I, och förstärktes ytterligare av de georgiska kungarna på medeltiden. Det osmanska övertagandet på 1500-talet och tryck från de islamiska adygéerna norrifrån medförde en nedgång i kristendomens utspridning i området, som främst var muslimskt fram till 1860-talet då de stora utvandringarna lämnade de kristna i majoritet.